# 에드워드 호퍼
에드워드 호퍼(Edward Hopper, 1882년 7월 22일 ~ 1967년 5월 15일)는 사실주의적인 작품을 많이 남긴 미국의 화가다.
1882년 미국 뉴욕에서 태어나 일러스트레이터가 되기 위해 뉴욕예술학교에서 로버트 헨리에게 그림을 배웠다. 1906년 24세 때 파리로 유학을 떠났으나 별다른 감흥을 느끼지 못했고 1910년까지 유럽여행을 하였다. 1913년 그는 아모리 쇼에 그림들을 전시했고 1915년 에칭과 일러스트레이션으로 전향하였으며, 1924년까지는 주로 광고미술과 삽화용 에칭 판화들을 제작했다. 그 후 1920년대 중반부터 수채화와 유화를 그리기 시작하였다. 그는 주로 도시의 일상적인 모습을 그렸으며 소외감이나 고독감을 표현하였다. 그의 작품들은 산업화와 제1차 세계대전, 경제대공황을 겪은 미국의 모습을 잘 나타냈고, 그 때문에 미국의 리얼리즘 화가로 불린다. 1960년대와 1970년대 팝아트, 신사실주의 미술에 큰 영향을 미쳤다. 1967년 세상을 떠났다.

## 주요 작품
작가의 주요 작품으로는 《선롯가의 집》(1925), 《책을 읽고 있는 모델》(1925), 《두 가지 빛을 내는 등대》(1929), 《호텔방》(1931), 《주유소》(1940)《밤을 지새우는 사람들》(1942), 《밤의 레스토랑》(1942), 《아침 7시》(1948) 등이 있다.